# 천사의 시 (1966년 영화)
《천사의 시》(Incompreso)는 이탈리아에서 제작된 루이지 코멘치니 감독의 1966년 드라마 영화이다. 안소니 퀘일 등이 주연으로 출연하였고 안젤로 리졸리 등이 제작에 참여하였다. 1967년 칸 영화제에 출품되었다.

## 출연

### 주연
- 안소니 퀘일
- 스테파노 콜라그랜드
- 시몬느 지아노지
- 존 샤프

### 조연
- 아드리아나 파체티
- 조지아 몰
- 그라지엘라 그라나타